# نيويورك ريفيو أوف بوكس
نيويورك ريفيو أوف بوكس (بالإنجليزية: The New York Review of Books) هي مطبوعة رصينة تصدر كل أسبوعين في مدينة نيويورك بالولايات المتحدة الأمريكية. وتقدم مقالات لكبار الكتاب في الفكر والأدب والثقافة والسياسة والشؤون الجارية. ويعدها المثقفون «المجلة الفكرية الأولى في اللغة الإنجليزية» ، كما تعتبر نقطة الانطلاق لمناقشة أهم الكتب التي تصدر ومراجعة أفكارها، وإدارة حوار حول ماتطرحه.
ويتولى روبرت سيلفرز تحرير نيويورك ريفيو أوف بوكس منذ انشائها في عام 1963 وحتى الآن. واليه يعود فضل التميز والتقدير الذي حظيت به المجلة في العالم كله، وكذلك إلى رفيقة دربه باربرا ابشتاين زوجة صديقه، والتي شاركته مسؤولية تحرير المجلة قبل أن تتوفى عام 2006.

## النشأة والتطور
أنشأها عام 1963 روبرت سيلفرز مع باربرا ابشتاين وبمشاركة الناشر آرثر السورث والكاتبة أليزابيث هاردويك وبمساعدة ودعم قويين من صديقه جاسون ابشتاين زوج باربرا والذي كان نائبا لرئيس دار النشر الكبرى راندوم هاوس ومحررا في الوقت ذاته لفايكينغ بوكس
تعود فكرة المجلة إلى مقال كان قد نشرته هاردويك عام 1959 في مجلة هاربرز تحت عنوان "The Decline of Book Reviewing"، الأمر الذي كان بمثابة الإلهام لروبرت سيلفرز وابشتاين ليبدآ مشروعهما الرائد، كان سيلفرز قد عمل محررا لدى ذي باريس ريفيو «Paris Review» قبل أن ينتقل إلى مجلة هاربرز «مجلة هاربر». ومنها إلى المطبوعة الجديدة مع زوجة صديقه باربرا ابشتاين والتي كانت تعمل محررة في مجموعة دووبلدي للنشر.
صدر العدد الأول من نيويورك ريفيو أوف بوكس في فبراير 1963 ونفدت جميع نسخه المطبوعة، بعد أن اتضح لمثقفي الولايات المتحدة أن هذه مجلة «مختلفة» تقدم مالا يقدمه غيرها. وبفضل الإمكانات التي وضعها الناشر بتصرف محرريها، والدعم الذي لاقته المجلة من الناشرين الأمريكيين ومن لمجتمع الثقافي هناك، وصل توزيع نيويورك ريفيو أوف بوكس إلى 140 ألف نسخة في عام 1970.

## عصارة العقول
وبالإضافة إلى هاردويك نفسه، شملت قائمة الكتاب الذين شاركوا في الأعداد الأولى كل من: حنة آرندت، ويستن هيو أودن، سول بيلو، جون بيريمان، ترومان كابوت، بول غودمان، ليليان هيلمان، ايرفينغ هاو، ألفريد كازين، روبرت لويل، دوايت ماكدونالد، نورمان ميلر، ماري مكارثي، نورمان بودوريتز، فيليب راهف، سوزان سونتاج، ويليام ستايرون، غور فيدال، روبرت وارن وإدموند ويلسون.
وبمرور الأيام اكتسبت نيويورك ريفيو أوف بوكس احتراما واسعا وانضم إلى قائمة كتابها عدد من كبار الكتاب منهم:
تيموثي جارتون آش، مارغريت آتوود، راسل بيكر، سول بيلو، أشعيا برلين، هارولد بلوم، يوسف برودسكي، نعوم تشومسكي، جون كويتزي، فريدريك كروز، رونالد دوركين، جون كينيث غالبريث، نادين غورديمير، ستيفن جاي غولد، موراي كمبتون، ريتشارد ليونتين، لوري أليسون، بيتر مدور، ودانيال مندلسون، فلاديمير نابوكوف، فيديادر نيبول، جون سورل، إزيدور ستون، ديزموند توتو، جون أبدايك، دريك والكوت، ستيفن واينبرج، وغاري ويلز، وتوني جدت
الأمر الذي دفع بـمؤسسة مثل مؤسسة الكتاب الوطنية إلى أن تعتبر أن نيويورك ريفيو أوف بوكس قد نجحت في أن تضع عصارات أهم العقول في أمريكا بين غلافيها
ولا تنشر نيويورك ريفيو أوف بوكس حاليا طبعات بلغات أخرى عدا الإيطالية la Rivista dei Libri، وان كانت هناك مطبوعة عربية وحيدة صدرت على نسق المجلة الفكرية الرصينة أنشأها محمد حسنين هيكل مع الناشر إبراهيم المعلم في فبراير 1999، وهي مجلة «وجهات نظر» والتي يرأس تحريرها الآن أيمن الصياد، ويشارك فيها عدد من كبار الكتاب العرب إلى جانب عدد من كتاب نيويورك ريفيو أوف بوكس أنفسهم.